# Marcin Jankowski (naukowiec)
Marcin Grzegorz Jankowski – polski lekarz weterynarii, doktor habilitowany nauk weterynaryjnych, profesor na Uniwersytecie Przyrodniczym we Wrocławiu, specjalista od chorób wewnętrznych zwierząt oraz diagnostyki klinicznej.

## Kariera naukowa
W 1998 roku na Akademii Rolniczej we Wrocławiu uzyskał tytuł lekarza weterynarii. W 2002 roku na Wydziale Medycyny Weterynaryjnej tej samej uczelni uzyskał stopień doktora nauk weterynaryjnych na podstawie rozprawy pt. Przydatność biopsji wykonywanej pod kontrolą USG w diagnostyce chorób nerek u psów, której promotorem był Józef Nicpoń. W tym samym roku został zatrudniony na tejże uczelni, a w 2018 roku uzyskał na jej Wydziale Medycyny Weterynaryjnej stopień doktora habilitowanego nauk weterynaryjnych na podstawie pracy pt. Zastosowanie i ocena przydatności inwazyjnych i nieinwazyjnych metod wykrywania zakażenia drobnoustrojami z rodzaju Helicobacter u psów z zapaleniem i wrzodami żołądka.